# Dives-sur-Mer
Dives-sur-Mer – miejscowość i gmina we Francji, w regionie Normandia, w departamencie Calvados.
Według danych na rok 1990 gminę zamieszkiwały 5344 osoby, a gęstość zaludnienia wynosiła 827 osób/km² (wśród 1815 gmin Dolnej Normandii Dives-sur-Mer plasuje się na 31. miejscu pod względem liczby ludności, natomiast pod względem powierzchni na miejscu 764.).